# Sông Kwai

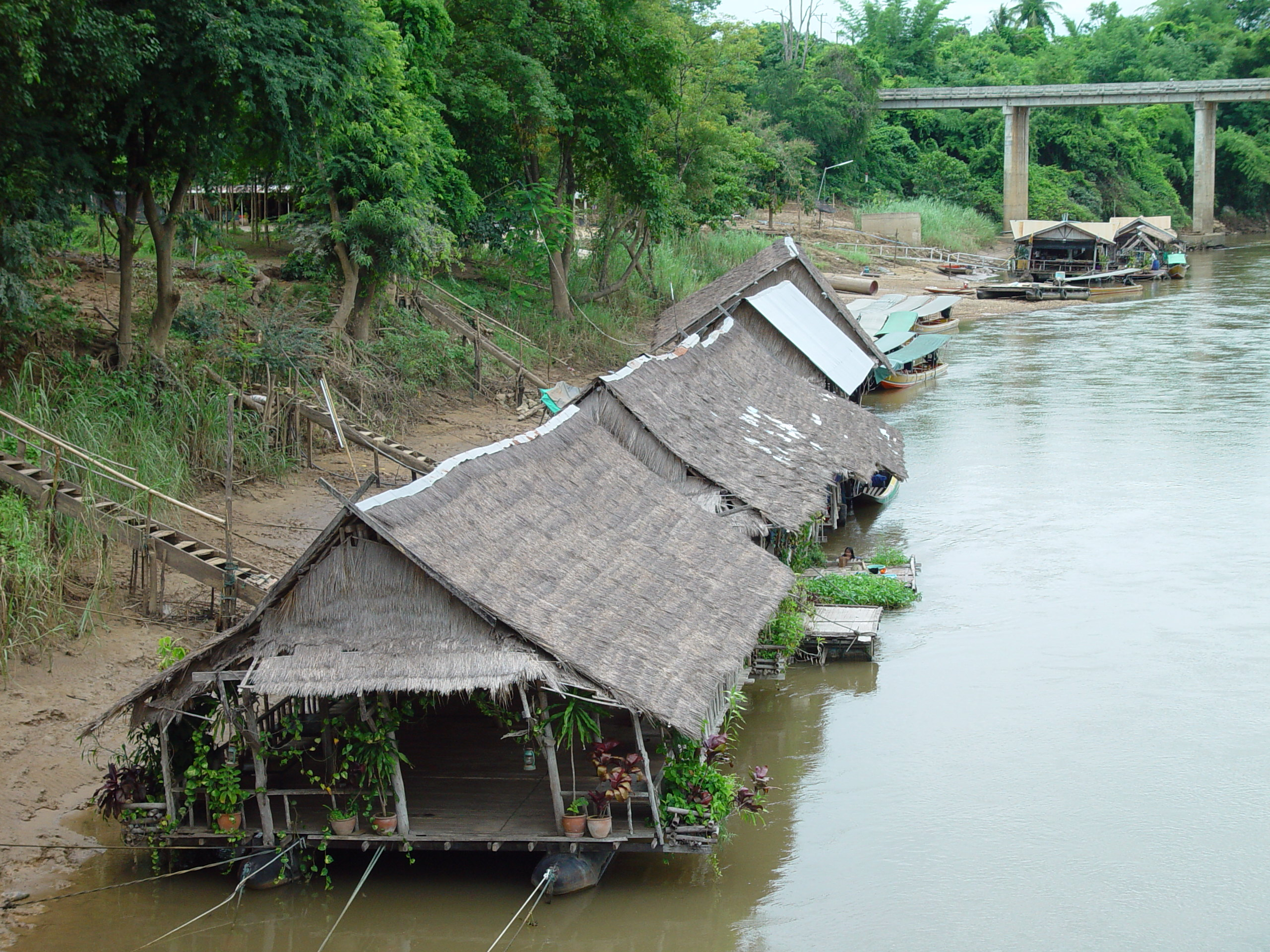
các ngôi nhà trên sông điển hình với mái tranh bên sông Kwai

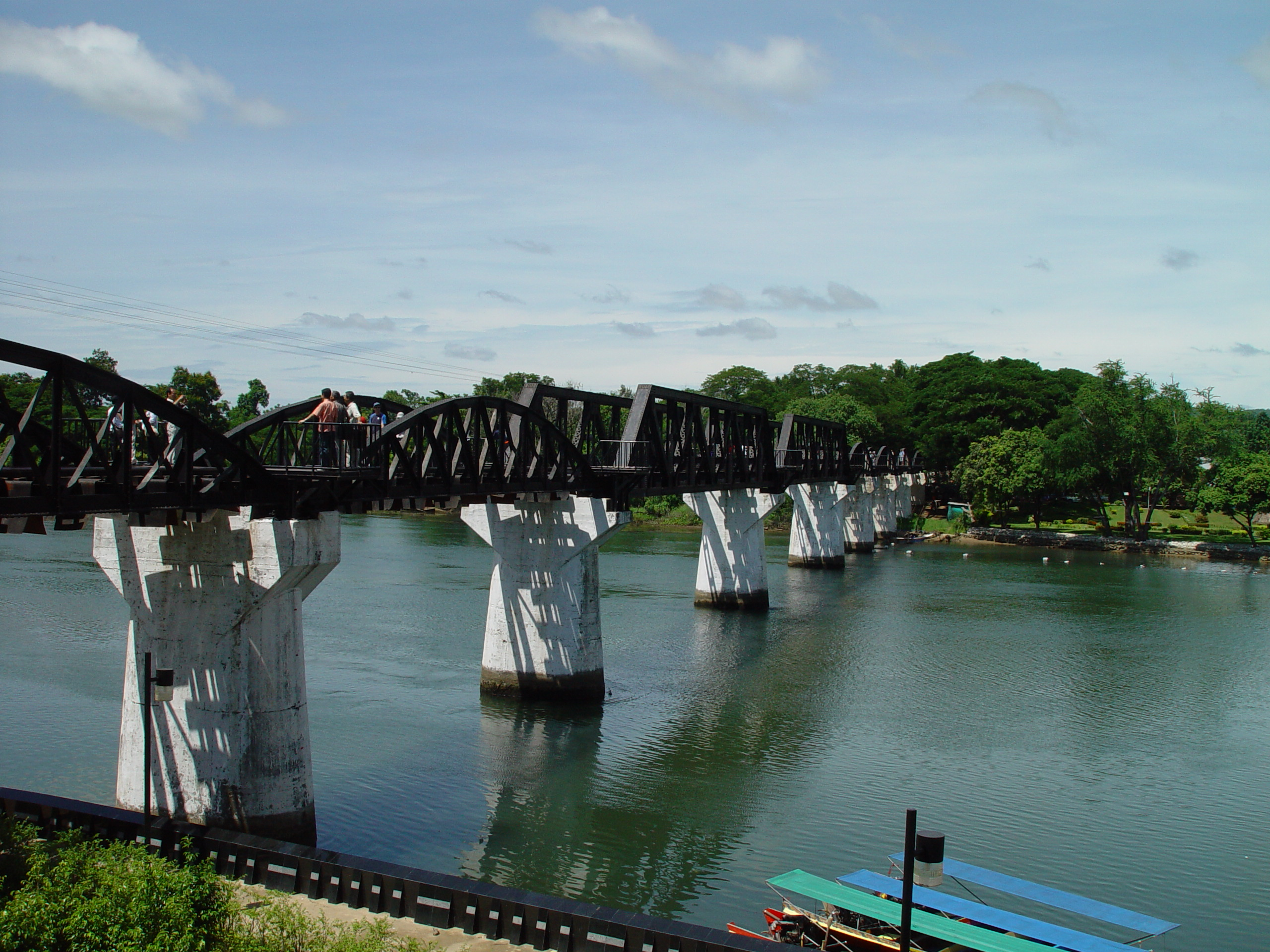
Cầu sông Kwai

Sông Kwai, hay chính xác hơn là Khwae Noi (tiếng Thái: แควน้อย, có nghĩa là "nhánh sông nhỏ") hoặc Khwae Sai Yok (แควไทรโยค), là một con sông ở phía Tây Thái Lan, gần biên giới với Myanmar. Sông bắt đầu tại hợp lưu với các con sông Ranti, Songkalia và Bikhli. Tại Kanchanaburi, con sông này hợp lưu với sông Mae Klong, để rồi Vịnh Thái Lan ở Samut Songkhram.
Sông này chủ yếu được người ta biết đến nhờ tiểu thuyết của Pierre Boulle và phim chuyển thể của David Lean: Cầu sông Kwai, trong đó tù binh Úc, Hà Lan và Anh bị quân Nhật Bản buộc phải xây hai cầu bắt song song qua sông như một phần của tuyến đường sắt Miến Điện (còn gọi là "tuyến đường sắt tử thần" do có nhiều người bỏ mạng trong quá trình xây dựng). Một trong hai cây cầu làm bằng gỗ tạm, cây kia bằng thép và xi măng và hiện vẫn còn. Điều mỉa mai là hai cây cầu này thực sự bắc qua sông Mae Klong, nhưng tuyến đường sẳt sau đó lại theo Thung lũng Kwae Noi, các cây cầu này trở nên nổi tiếng dưới tên gọi sai. Trong thập niên 1960, phần thượng lưu của Mae Klong đã được đổi tên thành Kwae Yai ("nhánh sông lớn").
Đập Vajiralongkorn (trước đây gọi là Đập Khao Laem) là một đập thủy điện trên sông này.